# Ivona Svobodníková
Ivona Svobodníková (ur. 1 kwietnia 1991 w Czechach) – czeska siatkarka, grająca jako środkowa. Obecnie występuje w drużynie VK Královo Pole Brno.